# Neocixius limbata
Neocixius limbata är en insektsart som först beskrevs av Victor Antoine Signoret 1862.  Neocixius limbata ingår i släktet Neocixius och familjen kilstritar.
Artens utbredningsområde är Frankrike. Inga underarter finns listade i Catalogue of Life.